# 狭義正測度
数学の測度論の分野における狭義正測度（きょうぎせいそくど、英: strictly positive measure）とは、「至る所でゼロでない」か、「点上においてのみゼロ」であるような測度のことを言う。

## 定義
(X, T) をハウスドルフ位相空間とし、Σ を X 上の完全加法族で位相 T を含むようなものとする（したがって全ての開集合が可測集合であり、Σ は少なくとも X 上のボレルσ-代数と同程度性質の良いものである）。このとき (X, Σ) 上のある測度 μ が狭義正であるとは、X 内の空でない全ての開集合の測度が狭義正であることを言う。
より端的に記号で書くと、μ が狭義正であるための必要十分条件は、
{\displaystyle \forall U\in T{\mbox{ s.t. }}U\neq \emptyset ,\mu (U)>0}
である。

## 例
- （任意の位相を伴う）任意の集合 X 上の数え上げ測度は狭義正である。
- ディラック測度は通常、位相 T が特に「粗い」（「わずかな」集合しか含まない）ものでない限り、狭義正ではない。例えば、通常のボレル位相と σ-代数を伴う実数直線 R 上の δ0 は、狭義正ではない。しかし、もし R が自明位相 T = {∅, R} を備えるものであるなら、δ0 は狭義正である。この例は、狭義正を決定付ける上での位相の重要性を示すものである。
- （ボレル位相とその σ-代数を伴う）ユークリッド空間 Rn 上のガウス測度（英語版）は狭義正である。
  - Rn 内の連続な経路を含む空間上のウィーナー測度は狭義正である。— ウィーナー測度は、無限次元空間上のガウス測度の例である。
- （ボレル位相と σ-測度を伴う） Rn 上のルベーグ測度は狭義正である。
- 自明測度は、用いられる空間 X あるいは位相によらず、けして狭義正となることはない。しかし X が空である場合は除く。

## 性質
- μ と ν はある可測な位相空間 (X, Σ) 上の二つの測度で、μ は狭義正で ν に関して絶対連続であるとする。このとき ν も同様に狭義正となる。その証明は簡単である。U ⊆ X を任意の開集合とする。μ は狭義正であるので、μ(U) > 0 が成り立つ。すると絶対連続性により、ν(U) > 0 が同様に成り立つ。
- したがって狭義正という性質は、測度の同値性（英語版）に関して不変である。